# سیستم شاک
سیستم شاک یک بازی اکشن-ماجراجویی اول شخص محصول ۱۹۹۴ است که توسط استودیوی لوکینگ گلس توسعه داده شده‌است. 